# Eustrotia accentuata
Eustrotia accentuata är en fjärilsart som beskrevs av Emilio Berio 1950. Eustrotia accentuata ingår i släktet Eustrotia och familjen nattflyn. Inga underarter finns listade i Catalogue of Life.